# Hiroginerna
Hirongierna är en utomjordisk art i Star Treks fiktiva universum. De är ännu mer krigiska än någon annan utomjordisk art Voyagers besättning någonsin stött på. Denna art lever på att jaga och sedan förtära främmande rymdfarande livsformer.